# Sistema Speenhamland
Il sistema Speenhamland, anche conosciuto come Berkshire Bread Act, fu una forma di incentivo teso a mitigare la povertà rurale in Inghilterra e Galles, in vigore dalla fine del XVIII secolo all'inizio del XIX secolo. La legge fu una modifica della Elizabethan Poor Law. La legge entrò in vigore come risultato indiretto del coinvolgimento britannico nella Rivoluzione Francese e nelle Guerre Napoleoniche.

## Operazione
Il sistema dei sussidi prese il nome da un incontro del 6 maggio 1795 al Pelican Inn di Speenhamland, nel Berkshire, dove un certo numero di magistrati locali ideò il sistema come mezzo per alleviare l'angoscia causata dall'alto prezzo dei cereali, introducendo di fatto un nuovo concetto sociale ed economico: il diritto di vivere. L'aumento del prezzo del grano potrebbe essersi verificato a causa di un raccolto povero negli anni 1795-96, sebbene all'epoca questo fosse oggetto di un grande dibattito.
Le autorità di Speenhamland approvarono un sistema mobile di sussidi salariali atti a mitigare i peggiori effetti della povertà rurale. Le famiglie venivano pagate in più per integrare i loro salari ad un livello stabilito a tavolino. Questo livello variava in base al numero di bambini e al prezzo del pane. Ad esempio, se il pane era di 14 penny a pagnotta, i salari di una famiglia con due figli erano coperti fino a 102 pence.
La prima formula fu fissata in un momento di prezzi elevati e di possibili sovrattasse, l'inflazione del salario minimo fu volutamente disattivata rispetto agli aumenti dei prezzi. Se il prezzo del pane saliva a 20 penny gli stipendi aumentavano fino a 132 pence. In questo esempio riportato, un aumento del prezzo del 43% portava ad un aumento del salario del 30%.
L'impatto immediato di questo sistema di sussidi gravò sui proprietari terrieri della parrocchia in questione. Perciò vennero cercati altri sistemi per poter contrastare la povertà, come ad esempio il finanziamento di case di lavoro da parte dei sindacati parrocchiali. Nel 1834, a causa di varie pressioni, fu abolita.
Il sistema di Speenhamland raggiunse il suo apice durante le guerre napoleoniche, quando rappresentò un mezzo per placare il pericoloso malcontento tra i poveri rurali. Il sistema divenne popolare nel sud dell'Inghilterra. William Pitt il Giovane tentò di estendere il sistema, ma invano. Il sistema non fu mai adottato a livello nazionale, ma fu popolare nelle contee che vissero gli Swing Riots durante gli anni '30 del 1800.

## Critiche
Nel 1834 il Rapporto della Commissione Reale sull'Operazione della Law Poor del 1832 definì il Sistema Speenhamland un "sistema universale di pauperismo". Il sistema consentiva ai datori di lavoro, compresi gli agricoltori e i nascenti industriali della città, di pagare salari di sussistenza, perché la parrocchia avrebbe poi pagato la differenza e avrebbe tenuto in vita i lavoratori. Quindi il basso reddito dei lavoratori rimase invariato e i contribuenti poveri sovvenzionavano gli agricoltori.
Thomas Malthus riteneva che un sistema di sostegno ai poveri avrebbe portato ad un aumento dei tassi di crescita della popolazione perché le leggi per i poveri incoraggiavano il matrimonio precoce e una prolifica procreazione, il che avrebbe provocato una catastrofe malthusiana (la crescita della popolazione supera la produzione alimentare); tuttavia, la produzione di cibo crebbe costantemente di un terzo tra il 1790 e il 1830, anche se solo una piccola parte della popolazione era in grado di accedervi a causa della meccanizzazione, e la crescita della popolazione effettivamente avvenuta fu dovuta alla crescente domanda di lavoro minorile e non alla legge Speenhamland.
David Ricardo credeva che la Speenhamland avrebbe creato una trappola della povertà, dove i poveri avrebbero lavorato di meno, il che avrebbe fatto cadere la produzione di cibo, creando a sua volta lo spazio per una rivoluzione; tuttavia, la povertà che esisteva allora non era presupposto della legge Speenhamland ma fu il risultato di aumenti dei prezzi dovuti al fatto che l'Inghilterra tornava al sistema aureo, una politica che lo stesso Ricardo aveva raccomandato.
Per Karl Polanyi, il diritto di vivere espresso dalla legge di Speenhamland si scontra inevitabilmente con l'esigenza di creare un mercato del lavoro nell'Inghilterra della Rivoluzione Industriale, ossia di creare una classe lavoratrice che viva esclusivamente di salari: non abituati all'esistenza di un mercato del lavoro come lo conosciamo oggi, gli abitanti delle campagne non trovavano per nulla disdicevole il vivere quasi completamente di sussidi, visti i miseri salari concessi dai padroni e dovuti anche alla scarsa produttività dell'epoca. Secondo Polanyi, invece che impedire o almeno rallentare la proletarizzazione delle masse, il sistema Speenhamland ne creò direttamente l'impoverimento. 
Il saggio di Mark Blaug del 1960, The Myth of the Old Poor Law, afferma che la Commissione Reale del 1834 utilizzò il sistema di Speenhamland per soppiantare la vecchia legge sulla povertà e crearne una nuova. Tuttavia, alcuni storici come Eric Hobsbawm hanno sostenuto che la vecchia Poor Law era ancora più dannosa per i lavoratori. In anni recenti, lo storico olandese Rutger Bregman ha tentato di smontare molte critiche riguardanti la legge di Speenhamland.